# Medalla de l'Aire
La Medalla de l'Aire (anglès:Air Medal) és una condecoració de les Forces Armades dels Estats Units d'Amèrica,
 creada l'11 de maig de 1942 per Franklin Roosevelt i atorgada a qualsevol membre de les Forces Armades que, posteriorment al 8 de setembre de 1939, s'hagi distingit pel resultat meritori mentre que participava en un vol.
També és atorgada per reconèixer actes d'heroisme o serveis meritoris, o per la distinció en els deures amb vols freqüents i regulars.
Pot ser atorgat per accions de combat com no, i reconeix els actes d'heroisme o mèrit en les activitats contra l'enemic. Entre els exemples del personal els deures de combat dels quals requereixen volar s'inclouen aquelles unitats que participin en assalts aire-terra contra un enemic armat i aquells directament involucrats en el comandament aerotransportat i del control de les operacions de combat (no s'inclouen aquells que fan servir l'avió només pel propòsit de ser transportats d'un punt a l'altre en una zona de combat).
Mentre que a l'Exèrcit les posteriors condecoracions s'indiquen mitjançant un numeral, les USAF encara manté les tradicionals fulles de roure. El 21 d'octubre del 2004 s'aprovà la concessió de la insígnia "V" per les concessions al valor, tot i que aquesta concessió no es va fer de manera retroactiva.

## Història
Establerta mitjançant l'Orde Executiva 9158. Va fer-se retroactiva al 8 de setembre de 1939.
En una carta del Secretari de la Guerra del 9 de març de 1942 es proposava establir una Medalla de l'Aire per recompensar aquells que, mentre que servien en qualsevol branca de l'Exèrcit dels Estats Units, es distingissin mentre participaven en un vol: la Creu dels Vols Distingits només es concedia per l'heroisme o per un mèrit extraordinari mentre es participava en un vol, i no es volia degradar-la concedint-la per motius que no fossin heroics, però per altra banda calia recompensar el servei meritori.
El juliol del 1942, l'Oficina del Quarter General d'Intendència (OQMG) envià una carta a 22 artistes oferint-los l'oportunitat de presentar els seus dissenys. El disseny definitiu va ser aprovat per Secretari de la Guerra el 31 de desembre de 1942, i era obra de Walker Hancock.

## Disseny
Una rosa dels vents amb un medalló central. Al mig apareix una àliga atacant amb raigs a les urpes. Queda subjecta a l'anella del galó mitjançant una flor de lis. El revers és llis, per poder-hi gravar el nom del receptor.
Penja d'un galó blau marí, amb una barra or als costats.

## Receptors notables
- Buzz Aldrin
- Henry Arnold
- Richard Bong (14)
- Patrick Henry Brady
- George H. W. Bush
- Roger Chaffee
- Benjamin O. Davis, Jr.
- George E. Day
- Jimmy Doolittle
- Michael Durant
- Clark Gable
- Francis Gabreski
- John Glenn
- Herschel H. Green (26)
- Gus Grissom
- David Hackworth
- Joe R. Hooper
- Robert L. Howard
- Jack H. Jacobs
- Daniel "Chappie" James, Jr.
- Johnnie Johnson
- Clyde Lassen
- Curtis LeMay
- Jim Lovell
- Barry McCaffrey
- John C. Meyer
- Wayne Morris
- Michael Novosel
- Robin Olds (40)
- Stephen Pless
- Colin Powell
- George Preddy
- Chesty Puller
- Gene Roddenberry
- Robert Rosenthal
- Norman Schwarzkopf
- James Stewart
- James Stockdale
- Charles Sweeney
- Paul Tibbets
- Chuck Yeager
- Hubert Zemke